# Luteuthis dentatus
Luteuthis dentatus is een inktvissensoort uit de familie van de Opisthoteuthidae. De wetenschappelijke naam van de soort werd voor het eerst geldig gepubliceerd in 1999 door O'Shea.